# 화이트 칼라 (드라마)
화이트 칼라(White Collar)는 2009년 10월 23일부터 2014년 12월 18일까지 USA 네트워크에서 방영한 드라마이다.

## 줄거리
영리한 위조전문가 닐을 두번이나 잡았던 피터, 어느날 닐은 헤어진 케이트를 찾기 위해 출소 넉달을 남기고 감옥을 탈출한다. 이를 계기로 닐은 피터의 자문역할을 담당하는 조건으로 위치 추적기를 발목에 달고 세상에 나오게 된다.
사건을 해결하는 과정에서 닐과 피터의 비상한 추리, 티키타카 케미가 주요 관전 포인트.

## 출연
- 맷 보머 - 닐 캐프리 역
- 팀 디케이 - 피터 버크 역
- 티퍼니 티센 - 엘리자베스 버크 역
- 윌리 가슨 - 모지 역
- 힐러리 버턴 - 세라 엘리스 역
- 마샤 토머슨 - 다이애나 베리건 역
- 섀리프 앳킨스 - 클린턴 존스 역